# Didaphne tornensis
Didaphne tornensis är en fjärilsart som beskrevs av Louis Beethoven Prout 1918. Didaphne tornensis ingår i släktet Didaphne och familjen björnspinnare. Inga underarter finns listade i Catalogue of Life.